# Bastien Salabanzi
 (novembre 2014).
 (février 2018).
Si vous disposez d'ouvrages ou d'articles de référence ou si vous connaissez des sites web de qualité traitant du thème abordé ici, merci de compléter l'article en donnant les références utiles à sa vérifiabilité et en les liant à la section « Notes et références ».
Bastien Salabanzi, né le 18 novembre 1985 à Toulon, est un pro skateur français. Fils d'une mère française et d'un père congolais. 
Son frère l'initie très jeune à la pratique du skate. Ses tricks (figures) les plus courants sont le fakie flip, le backside 360 flip, le flip back, le bs 360 flip to fs boardslide, le flip to backside lipslide, le fakie caballerial kickflip, le double kickflip backside 180 et le flip to frontside boardslide.
Il apparait principalement dans les vidéos "They don't give a fuck about us" de Lordz, "Sorry" et "Really Sorry" de Flip.
Il a donné son nom au Salabanzi flip.

## Biographie
Bastien Salabanzi naît le 18 juin 1986 à Toulon. Il commence la pratique du skateboard après avoir vu pour la première fois des gens faire du skateboard sur les plages du Prado à Marseille. Dès son retour à la maison, sa mère décide de lui offrir sa première planche. À l'époque, Bastien Salabanzi qui habite à Manosque se contente de rouler et de faire des descentes, de sauter en compagnie de son seul ami faisant du skateboard dans la petite commune française du département des Alpes-de-Haute-Provence. En mai 1996, Bastien déménage à Toulon dans le Var. Dans la capitale du Var, il y côtoie la cinquantaine de pratiquants de l'époque, découvrant véritablement le skate et ses nombreuses figures. Le jeune dijonnais s'investit énormément lors de ses entraînements, commençant à s'inscrire à de nombreuses compétitions. Au fur et à mesure, Bastien commence à se placer dans les premiers.
En 1997, à l'âge de 11 ans, il dispute ses premiers championnats de France à Marseille face à des concurrents de 10 ans son aînée et plus. Il devient champion de France en gagnant son premier contest (Short Brain). Il obtient son premier sponsor à 15 ans, et gagne le championnat du monde un an plus tard, devenant du même coup le premier amateur à décrocher ce titre. Il devient ensuite professionnel, faisant apparaître les premiers articles à son nom (pro-models).
En 2004 il termine 3e aux X-Games en skateboard street.
En  2004, il termine 1er au contest Tampa Pro, en Floride.
En 2005, il remporte trois titres de champion du monde et remporte le WSR05 skateboarding contest à Rotterdam.
En 2006, le 13 juillet 2006, à Prague (République tchèque), il termine 6e en street, et 1er au Best trick (avec un kickflip to backside lipslide).
En 2007 après de longs mois d'absence, il a repris du service lors du CPH Pro Street de Copenhague qu'il a remporté haut la main.
Les 12 et 13 janvier 2008, il a participé aux Globe Masters à Metz, et est arrivé premier en street, gagnant 3 000 €, juste devant Ruben Rodrigez, et en 3e position Axel Cruysbergs.
En 2009, il termine premier de la 12e édition des Vibrations Urbaines juste devant Adrien Bulard.
Début 2012, Bastien Salabanzi revient au plus haut niveau en remportant les EU Selections de la Street League Skateboarding au DC Embassy, ce qui lui permet de participer à la plus grosse compétition de skateboard du monde, à côté des meilleurs riders américains, avec 1,6 million de dollars à la clé.
Il termine directement  sur le premier stop à Kansas City les 19 mai 2012, derrière Nyjah Huston (vainqueur de 2010) et devant Chaz Ortiz.

## Vie privée
Il vit aujourd'hui à Los Angeles.Il a deux frères Augustin et Damien Salabanzi (professeur de français).Il a deux fils, Lao et Jazz

## Sponsors
Ses sponsors sont :
- Delta Skateboards
- Haze Wheels
- Film Trucks
- Souljah Griptape
- Lakai Footwear

Ses anciens sponsors : Primitive, Vans, Rusty, Etnies, Lordz, Fury, Quiksilver, Flip et Four Wheels.
Son premier sponsor fut le magasin de skateboard Toulonnais Riderplanet, célèbre pour l'avoir révélé.